# Entebbe
Entebbe es una ciudad de Uganda con una población de aproximadamente 90 500 habitantes. Se localiza a las orillas del lago Victoria cerca de la ciudad de Kampala, capital ugandesa.
En el lenguaje local luganda, Entebbe, significa «asiento», y se llamó así probablemente porque fue el lugar donde un jefe baganda se sentó para adjudicar casos legales.
Se convirtió primero en centro comercial y administración colonial británica en 1893 cuando Sir Gerald Portal, un comisionado colonial, la usó como base Port Bell convirtiéndola en el puerto de Kampala. Aunque ningún barco atraca en Entebbe en la actualidad, hay todavía un embarcadero que fue usado por los ferries del lago Victoria.
La entrada al zoológico nacional se sitúa junto al embarcadero.
Entebbe es conocida por el Aeropuerto Internacional de Entebbe, el principal campo aéreo de Uganda, que se inauguró en 1947 y fue escenario de la llamada Operación Entebbe en 1976.
Entebbe es el centro del Uganda Virus Research Institute (UVRI).